# Великий Несвітай
Великий Несвітай — річка в Ростовській області Росії, ліва притока річки Тузлової (права притока Дона).
Довжина річки — 71 км (третя по довжині притока Тузлової після Грушівки й Кадамовки), площа сточища — 966 км². Протікає територією Красносулинського, Родіоново-Несвітайського, Аксайського районів й міського округу Новошахтинска.

## Опис

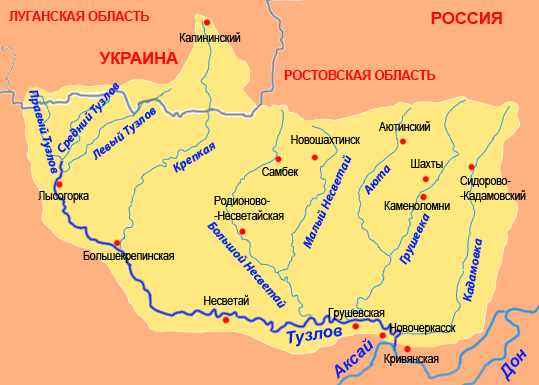
Сточище Тузлової

Великий Несвітай бере початок на південному схилі Донецького кряжа, на північ від хутора Петровського Красносулинського району. Висота джерела - 220 метрів над рівнем моря. Протікає рівнинним степом. Спочатку тече на південь, у смт Самбек Новошахтинська повертає на південний захід. Біля хутора Болдиревка приймає праворуч річку Керету. Біля хутора Попівка повертає на південний схід. На півночі від хутора Гребцово приймає свою найбільшу притоку зліва, - річку Малий Несвітай. Впадає у Тузлову з лівої сторони, 44 км від її гирла, на північ від хутора Комишуваха Аксайського району.
Річка сильно звивиста. На річці влаштовано ставки.

## Водний режим
Річка маловодна, течія повільна, в посушливі роки влітку пересихає. Живиться підземними водами, у нижній течії спостерігається переривання течії.

## Тваринний світ
В річці водиться щука, окунь, тарань й краснопірка.

## Сточище
- - б. Собача (л)
    - б. Букіна

  - б. Комишуваха (л)
  - Керета (п)
    - б. Мала Дубова

  - б. Солона (л)
  - б. Цингута (п)
  - б. Дудікова (л)
  - Малий Несвітай (л)
    - б. Солона,
    - б. Бугровая,
    - б. Кам'яна,
    - Джельмента

  - б. Кирбитова (п)